# Keith Thurman
Keith Thurman (ur. 23 listopada 1988 w Clearwater na Florydzie) – amerykański bokser wagi półśredniej, były mistrz świata organizacji WBC i WBA wagi półśredniej.

## Kariera amatorska
Pierwszą amatorską walkę, Thurman stoczył w 1997 roku, Jego trenerem był Benjamin Getty. Thurman zakończył amatorską karierę, notując 101. zwycięstw, 76. razy zwyciężając przez nokaut.

## Kariera zawodowa
23 lipca 2010 w Kalifornii, Thurman pokonał przez nokaut w drugiej rundzie niepokonanego Kubańczyka Stalinna Lopeza (7-0-0).
26 listopada 2012 w Kalifornii, Keith Thurman wygrał przez techniczny nokaut w czwartej rundzie z Portorykańczykiem Carlosem Quintaną (29-3-0).
27 lipca 2013 w AT&T Center w San Antonio w Teksasie, prowadząc na punkty u wszystkich trzech sędziów (87:83 87:83 86:84), znokautował Argentyńczyka w 10. rundzie, zdobywając tymczasowy tytuł mistrza świata WBA wagi półśredniej.
13 grudnia 2014 na gali w MGM Grand, tymczasowy mistrz świata WBA Thurman obronił pas, pokonując jednogłośnie na punkty Włocha Leonarda Bundu. Wszyscy trzej sędziowie wypunktowali walkę 120:107 dla Amerykanina.
7 marca 2015 na gali w MGM Grand w Las Vegas wygrał na punty na dystansie dwunastu rund 120:107, 118:109 i 118:108 z rodakiem Robertem Guerrero (32-3-1, 18 KO) broniąc po raz pierwszy tytuł mistrza świata WBA World w limicie 147 funtów. W trzeciej rundzie pięściarze zderzyli się głowami, przez co po walce Thurman został przewieziony do szpitala.
11 lipca 2015 w PBC w Tampa na Florydzie pokonał rodaka Luisa Collazo (36-7, 19 KO). Po siódmej rundzie, w przerwie Collazo wycofać się z dalszej walki.
26 czerwca 2016 na Brooklynie po doskonałych dwunastu rundach pokonał Shawna Portera (26-2-1, 16 KO), broniąc tytuł mistrza świata wagi półśredniej federacji WBA. Sędziowie punktowali 115:113.
4 marca 2017 roku w Barclays Centre w Nowym Jorku zmierzył się w walce o pasy WBC i WBA wagi półśredniej z Dannym Garcią (33-0, 18 KO). Po dwunastu rundach sędziowie niejednogłośnie wskazali jego zwycięstwo 116-112, 113-115, 115-113.
26 stycznia 2019 roku wrócił na ring po niemal dwóch latach przerwy i pokonał na punkty (117-109, 115-111, 113-113) swojego rodaka Josesito Lopeza. Dzięki temu zachował mistrzowski pas organizacji WBA w wadze półśredniej.
20 lipca 2019 w MGM Grand w Las Vegas przegrał niejednogłośnie na punkty (114-113, 112-115, 112-115) z Filipińczykiem Mannym Pacquiao (62-7-2, 39 KO) i stracił tytuł WBA Super w wadze półśredniej.

## Lista walk zawodowych
| Rezultat   | Bilans   | Przeciwnik              | Typ | Runda, czas   | Data              | Miejsce                                           | Uwagi                                                   |
| ---------- | -------- | ----------------------- | --- | ------------- | ----------------- | ------------------------------------------------- | ------------------------------------------------------- |
| Zwycięstwo | 30-1 (1) | Mario Barrios           | UD  | 12            | 5 lutego 2022     | Michelob Ultra Arena, Las Vegas, Nevada           |                                                         |
| Porażka    | 29-1 (1) | Manny Pacquiao          | SD  | 12            | 20 lipca 2019     | MGM Grand Hotel & Casino, Las Vegas, Nevada       | Utrata tytułu WBA wagi półśredniej                      |
| Zwycięstwo | 29-0 (1) | Josesito López          | MD  | 12            | 26 stycznia 2019  | Barclays Center, Brooklyn, Nowy Jork              | Obrona tytułu WBA wagi półśredniej                      |
| Zwycięstwo | 28-0 (1) | Danny Garcia            | SD  | 12            | 4 marca 2017      | Barclays Center, Brooklyn, Nowy Jork              | Obrona tytułu WBA wagi półśredniej, zdobycie tytułu WBC |
| Zwycięstwo | 27-0 (1) | Shawn Porter            | UD  | 12            | 25 czerwca 2016   | Barclays Center, Brooklyn, Nowy Jork              | Obrona tytułu WBA wagi półśredniej                      |
| Zwycięstwo | 26-0 (1) | Luis Collazo            | RTD | 7 (12), 3:00  | 11 lipca 2015     | USF Sun Dome, Tampa, Floryda                      | Obrona tytułu WBA wagi półśredniej                      |
| Zwycięstwo | 25-0 (1) | Robert Guerrero         | UD  | 12            | 7 marca 2015      | MGM Grand Hotel & Casino, Las Vegas, Nevada       | Obrona tytułu WBA wagi półśredniej                      |
| Zwycięstwo | 24-0 (1) | Leonard Bundu           | UD  | 12            | 13 grudnia 2014   | MGM Grand Hotel & Casino, Las Vegas, Nevada       | Obrona tymczasowego tytułu WBA wagi półśredniej         |
| Zwycięstwo | 23-0 (1) | Julio Díaz              | RTD | 3 (12), 3:00  | 26 kwietnia 2014  | StubHub Center, Carson, Kalifornia                | Obrona tymczasowego tytułu WBA wagi półśredniej         |
| Zwycięstwo | 22-0 (1) | Jesús Soto Karass       | TKO | 9 (12), 2:21  | 14 grudnia 2013   | AT&T Center, San Antonio, Teksas                  | Obrona tymczasowego tytułu WBA wagi półśredniej         |
| Zwycięstwo | 21-0 (1) | Diego Gabriel Cháves    | KO  | 10 (12), 0:28 | 27 lipca 2013     | AT&T Center, San Antonio, Teksas                  | Zdobył tymczasowy tytuł WBA wagi półśredniej            |
| Zwycięstwo | 20-0 (1) | Jan Zaveck              | UD  | 12            | 9 marca 2013      | Barclays Center, Brooklyn, Nowy Jork              | Zdobył tytuł WBO Inter-Continental wagi półśredniej     |
| Zwycięstwo | 19-0 (1) | Carlos Quintana         | TKO | 4 (10), 2:19  | 24 listopada 2012 | Citizens Business Bank Arena, Ontario, Kalifornia | Zdobył tytuł WBO NABO Light middleweight                |
| Zwycięstwo | 18-0 (1) | Orlando Lora            | TKO | 6 (10), 1:37  | 21 lipca 2012     | U.S. Bank Arena, Cincinnati, Ohio                 |                                                         |
| Zwycięstwo | 17-0 (1) | Brandon Hoskins         | TKO | 3 (8), 0:25   | 5 maja 2012       | MGM Grand Hotel & Casino, Las Vegas, Nevada       |                                                         |
| Zwycięstwo | 16-0 (1) | Christopher Fernandez   | TKO | 1 (8), 2:50   | 25 lutego 2012    | Scottrade Center, St. Louis, Missouri             |                                                         |
| Zwycięstwo | 15-0 (1) | Favio Medina            | TKO | 4 (8), 2:34   | 27 listopada 2010 | MGM Grand Hotel & Casino, Las Vegas, Nevada       |                                                         |
| Zwycięstwo | 14-0 (1) | Quandray Robertson      | KO  | 3 (6), 2:40   | 23 lipca 2010     | Staples Center, Los Angeles, Kalifornia           |                                                         |
| Zwycięstwo | 13-0 (1) | Stalinn Lopez           | KO  | 2 (6), 1:17   | 18 września 2010  | Pechanga Resort & Casino, Temecula, Kalifornia    |                                                         |
| Zwycięstwo | 12-0 (1) | Leonardo Rojas          | TKO | 2 (8), 2:07   | 28 listopada 2009 | Pepsi Coliseum, Quebec, Quebec                    |                                                         |
| Zwycięstwo | 11-0 (1) | Edvan Dos Santos Barros | UD  | 8             | 6 listopada 2009  | Hyatt Regency, Tampa, Floryda                     |                                                         |
| Zwycięstwo | 10-0 (1) | Travis Hartman          | TKO | 2 (6), 1:00   | 14 sierpnia 2009  | Desert Diamond Casino, Tucson, Arizona            |                                                         |
| Zwycięstwo | 9-0 (1)  | Marteze Logan           | TKO | 3 (6), 0:46   | 26 czerwca 2009   | Desert Diamond Casino, Tucson, Arizona            |                                                         |
| NC         | 8-0 (1)  | Francisco Garcia        | NC  | 1 (6)         | 4 kwietnia 2009   | Frank Erwin Center, Austin, Teksas                |                                                         |
| Zwycięstwo | 8-0      | Marcus Luck             | TKO | 1 (6), 1:53   | 7 listopada 2008  | A La Carte Event Pavilion, Tampa, Floryda         |                                                         |
| Zwycięstwo | 7-0      | Omar Bell               | KO  | 1 (6), 2:01   | 15 sierpnia 2018  | A La Carte Event Pavilion, Tampa, Floryda         |                                                         |
| Zwycięstwo | 6-0      | Jason Jordan            | KO  | 1 (6), 2:34   | 27 czerwca 2008   | A La Carte Event Pavilion, Tampa, Floryda         |                                                         |
| Zwycięstwo | 5-0      | Jessie Davis            | KO  | 1 (4), 2:49   | 9 maja 2008       | A La Carte Event Pavilion, Tampa, Floryda         |                                                         |
| Zwycięstwo | 4-0      | Carlos Pena             | TKO | 1 (4), 1:31   | 5 kwietnia 2008   | Hilton Bayfront, St. Petersburg, Floryda          |                                                         |
| Zwycięstwo | 3-0      | Brandon Buchanon        | KO  | 1 (4), 1:08   | 14 marca 2008     | A La Carte Event Pavilion, Tampa, Floryda         |                                                         |
| Zwycięstwo | 2-0      | Tramiane Boone          | KO  | 1 (4), 0:22   | 18 stycznia 2008  | A La Carte Event Pavilion, Tampa, Floryda         |                                                         |
| Zwycięstwo | 1-0      | Kensky Rodney           | TKO | 1 (4), 2:03   | 9 listopada 2007  | A La Carte Event Pavilion, Tampa, Floryda         | debiut zawodowy                                         |

TKO – techniczny nokaut, KO – nokaut, UD – jednogłośna decyzja, SD – niejednogłośna decyzja, MD – decyzja większości, PTS – walka zakończona na punkty